# Willem Marinus Dudok

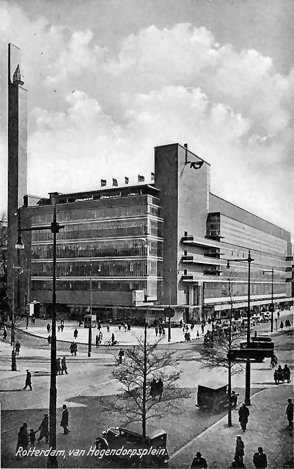
Az egykori rotterdami De Bijenkorf-áruház 1935-ben

Willem Marinus Dudok (Amszterdam, 1884. július 6. – Hilversum, 1974. április 6.) holland modernista építész.

## Életpályája
Bredában a katonai akadémián tanult. 1913-tól város mérnök volt Leidenben, majd 1915-től Hilversumban.
Dudok Hollandia több városában dolgozott. A legjelentősebb hatása Hilversumra volt, amelynek városi főépítésze lett 1928-ban. Több tucat középületet tervezett a városban és környékén. A legismertebb ezek közül a Városháza (Raadhuis) Hilversumban, amelyet 1931-ben fejeztek be. Korai stílusa az ún. amszterdami iskolához sorolható, később  Frank Lloyd Wright és chicagói  Prairie School befolyása alá került.  Több lakónegyedet is tervezett, a tégla gazdag felhasználásával, elemi geometrikus formák változatos, ritmikus elrendezésével.

## Díjai, elismerései

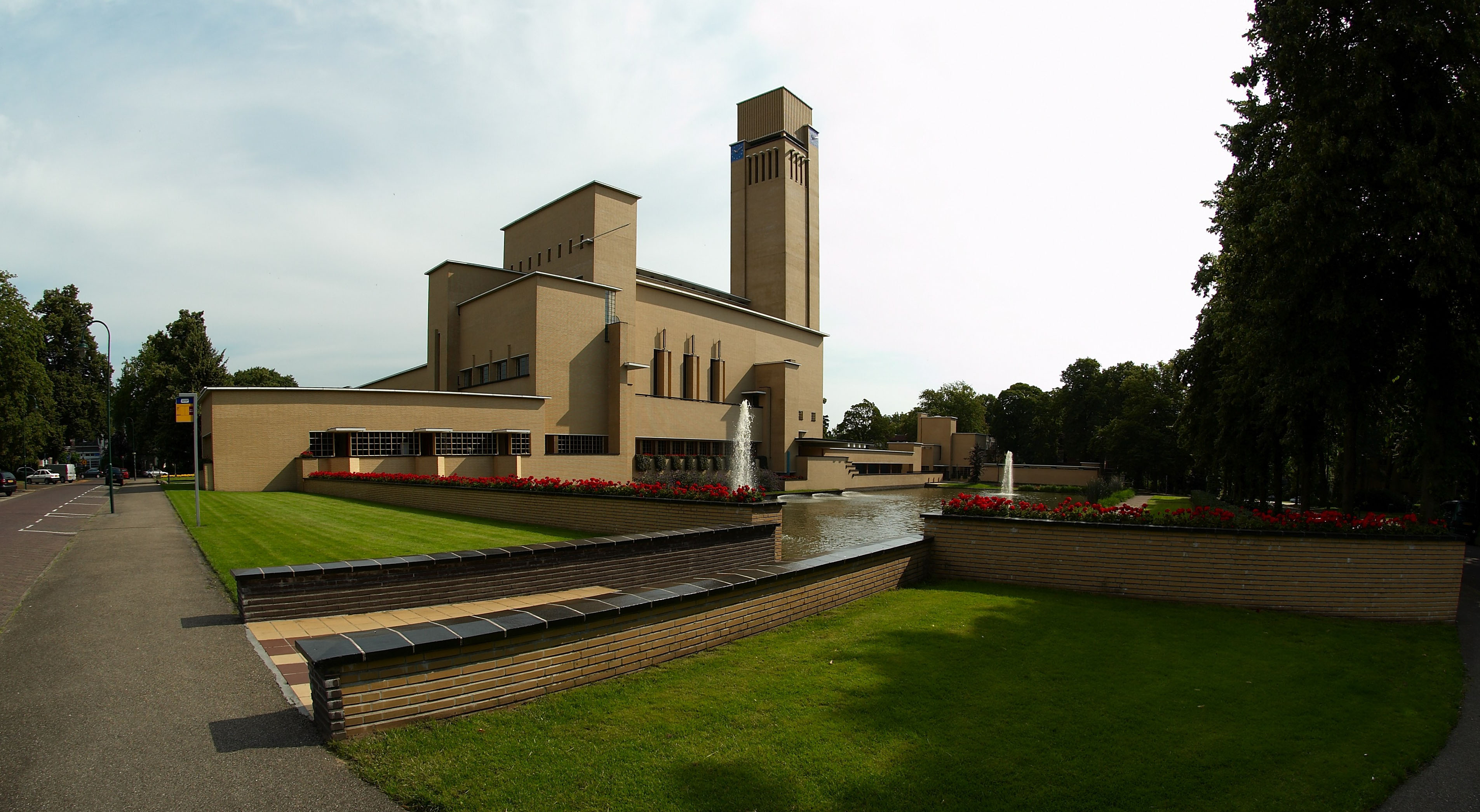
A hilversumi városháza

- RIBA Gold Medal (1935)
- AIA Gold Medal (1955).

## Művei (válogatás)
- Városháza (Raadhuis), Hilversum, Hollandia, 1928-1931
- De Bijenkorf (áruház), Rotterdam, Hollandia, 1930 (megsemmisült a második világháború alatt)
- Emlékmű, Afsluitdijk, Hollandia, 1933
- Városi színház, Utrecht, Hollandia, 1941
- Exxon üzemanyagtöltő állomások, Hollandia, 1953
- Cité Universitaire, College Neerlandais Párizs, Franciaország, 1939